# RS Settat
El RS Settat es un equipo de fútbol de Marruecos que milita en la Botola 3, la tercera liga de fútbol en importancia en el país.

## Historia
Fue fundado en el año 1946 en la ciudad de Settat y han sido campeones de la GNF 1 en una ocasión, aunque no juega en la máxima categoría desde la temporada 2003/04. También han conseguido ganar 2 títulos de copa, incluyendo la Copa del Trono.
A pesar de sus logros, solo han podido competir en un torneo continental, la Copa CAF 1998, en la que fue eliminado en los cuartos de final por el ASC Jeanne d'Arc de Senegal.

## Palmarés
- GNF 1: 1

1971
- GNF 2: 1

1999
- Copa del Trono: 1

1969
- Recopa Magreb: 1

1969/70

## Participación en competiciones de la CAF
| Temporada | Torneo   | Ronda            | Club             | Casa | Visita | Global  |
| --------- | -------- | ---------------- | ---------------- | ---- | ------ | ------- |
| 1998      | Copa CAF | 1                | USFAS            | 0-0  | 2-2    | 2-2 (a) |
| 1998      | Copa CAF | 2                | Horoya AC        | 3-1  | 1-1    | 4-2     |
| 1998      | Copa CAF | Cuartos de final | ASC Jeanne d'Arc | 0-0  | 0-2    | 0-2     |

## Jugadores destacados
- Kacem Slimani
- Driss Benzekri
- Mounir Diane
- Hassan Souari
- Khalid Raghib